# 키아우치
키아우치(이탈리아어: Chiauci)는 이탈리아 몰리세주 이세르니아도의 코무네다. 캄포바소로부터 북서쪽 25km 이세르니아 북동쪽 15km 거리에 있다.